# Црква Светог Георгија у Горици (Прљача)
Црква Светог Георгија у Горици је храм Српске православне цркве који припада Епархији захумско-херцеговачкој и приморској - IV требињској парохији. Не зна се тачна година градње. Према неким изворима у питању је 14. вијек. Према предању, за вријеме градње се узима преткосовски циклус. Такође, вјерује се да се Влатко Вуковић са војском причестио у овом храму пред полазак у Косовски бој.